# Orquesta Filarmónica del Estado de Transilvania
La Orquesta Estatal Filarmónica Transilvania de Cluj-Napoca es una institución pública rumana, con una gran presencia sostenida en el espacio cultural romano europeo. La Orquesta Filarmónica Transilvania fue fundada en 1995, bajo el nombre inicial de Cluj Estado Philharmonic Orchestra.

## Historia
Desde los inicios de su construcción la institución artística se ha dedicado exclusivamente a la interpretación de conciertos. La Orquesta Estatal Filarmónica de Transilvania de Cluj-Napoca se fundó a través de un decreto oficial del consejo de Ministros de Rumanía en el otoño de 1955, con el nombre de "Filarmónica del Estado de Transilvania Cluj-Napoca". Para entonces la orquesta sinfónica contaba con 75 músicos y el conjunto de música tradicional tuvo 20 miembros. Las actividades de la orquesta  sinfónica constaban de diversos conciertos sinfónicos y sinfónicos vocales, así como operetas y óperas, y por su puesto música de cámara. Los miembros de la nueva institución fueron seleccionados bajo la supervisión del Maestro Wilhelm Demian. Antonio Jolan, el maestro artista, fue nombrado director principal de la orquesta sinfónica. El primer concierto realizó el 4 de diciembre de 1955 y en muy poco tiempo de su instauración la orquesta se convirtió en uno de los mejores conjuntos sinfónicos de Rumania.
Durante el período de entreguerras, la Orquesta Sinfónica Rumana Cluj-Napoca, el Teatro Húngaro y una orquesta sinfónica de la comunidad judía de la ciudad organizaron una serie de eventos sinfónicos, las cuales se llamaron "Golden Orquesta estándar ". En 1947 se hizo el primer intento de constituir una institución de conciertos: la Orquesta Filarmónica "Ardealul", que aunque tuvo dos temporadas, sentó las bases de la vida cultural de Cluj-Napoca.
En 1966 se fundó la Orquesta de Cámara, dirigida   por el maestro Mircea Cristescu. En 1965, la Orquesta Filarmónica organizó la primera edición de su festival anual de música llamado Cluj Musical Autumn. En 1972, se funda el Coro Filarmónico bajo la dirección artística del compositor Sigismund Toduță, dirigido bajo las órdenes del Maestro Dorin Pop, siendo sus sucesores Florentin Mihăescu y Cornel Groza. Entre los músicos que han dirigido se encuentran los directores españoles Óliver Díaz e Inma Shara.
En sus temporadas musicales, acoge una amplia variedad de programas con conciertos sinfónicos regulares, centrando su atención principalmente en los compositores del clasicismo y romanticismo, incluyendo el barroco, aunque también interpretan obras que pertenecen al período moderno y contemporáneo. 
La Orquesta Filarmónica de Transilvania ha visitado con éxito casi todos los países europeos. En el otoño de 2000, la Orquesta Cluj, bajo la dirección del director británico Paul Mann y la banda Deep Purple realizaron una gira europea. Los conciertos se celebraron las principales ciudades europeas, como: Amberes, Kinrestenteren de Hamburgo, Trondheim, Gotemburgo, Stockholm Globe Arena, Centro Internacional de Conferencias de Berlín, Praga, Luxemburgo, Palacio de Conferencias de París Estrasburgo, Ayuntamiento de Frankfurt, Ayuntamiento de Stuttgart, Zúrich, Madrid, Filaforum de Milán, Palacio de Congresos de París, Ayuntamiento de Viena, Dortmund Westfallenhalle, Róterdam, Múnich Olympia Hall.
El coro de la Filarmónica grabó las voces de la banda sonora de la película La Pasión del Cristo. 